# オーウェン・バゲット
オーウェン・ジョン・バゲット（Owen John Baggett, 1920年8月29日 - 2006年7月27日）は、アメリカ合衆国の軍人。陸軍航空軍（のちに空軍）の将校であり、ピストルで戦闘機を撃墜した兵士として知られる。

## 経歴
1920年、テキサス州グラハムにて生を受ける。1941年、ハーディン＝シモンズ大学を卒業。在学中はバンドのドラムメイジャーを務めていた。卒業後はウォール街で働いていた。

### 第二次世界大戦
その後、彼は陸軍航空隊（1942年2月以降は陸軍航空軍）に入隊し、1942年7月26日にニューコロンブス陸軍飛行学校（New Columbus Army Flying School）にてパイロットとしての訓練を終えた。配属先はインドのパンデーブズワーに駐屯する第7爆撃群であった。第7爆撃群の主な任務は、インドから中国への補給線（援蒋ルート）の防衛、およびラングーンからインド北部へと繋がる日本側補給線の破壊である。
1943年3月31日、バゲット少尉の所属する第9飛行中隊に対し、ピンマナに掛かる鉄道橋および付近に設営された2箇所の敵飛行場を爆撃破壊せよとの命令が下る。編隊は第7爆撃群司令官コンラッド・F・ネクラソン大佐（Conrad F. Necrason）が率いた。バゲットはロイド・ジェンセン中尉（Lloyd Jensen）が機長を務めるB-24爆撃機に副操縦士として搭乗していた。しかし目標に到達する前に、中隊は日本軍作戦機による襲撃を受け、指揮官ネクラソン大佐は重傷を負った。ジェンセン機では被弾した酸素ボンベが爆発し、機体後部で火災が起きていた。上部機銃手サミュエル・クロスティック軍曹（Samuel Crostic）が消火のため爆弾倉へ向かうと、バゲットが上部機銃に入り、銃撃を繰り返す敵機への応戦を試みた。ジェンセン中尉が脱出を命じた時点でインターコムは損傷しており、バゲットは機銃手らに対し手信号で命令の伝達を行った。
B-24が爆発した後、戦闘機は落下傘降下中のアメリカ兵を銃撃し始めた。やがてそのうちの1機がバゲットから1フィートほどまで接近した。この時、戦闘機は恐らく脱出した乗員の様子を確かめるべく機首を上げて失速寸前まで速度が落ちており、風防も開かれていた。また、バゲットと共に脱出した乗員のうち2人は射殺され、バゲット自身も負傷したため、死んだふりをして落下傘にぶら下がっていた。バゲット自身が語るところでは、彼はこの瞬間にピストルを抜いて戦闘機のパイロットを撃ち殺したという。これにより、彼の名はM1911ピストルで戦闘機を撃墜した唯一の人物として伝説的に語られることとなった。
バゲットは脚に下げていたM1911ピストルを抜き、4発発砲した。これは無抵抗な乗員に対する攻撃に憤慨した故の行動で、この時点では彼自身も自らの銃撃が敵のパイロットを殺害し、敵機を撃墜せしめたとは毛頭考えていなかった。しかし、彼の銃撃を受けた敵機はそのまま墜落していった。着地後、バゲットは敵機からの銃撃を避けつつ森へ逃げ込み、先に着地していたジェンセン中尉および機銃手の1人と合流した。彼らはビルマ人によって逮捕され、日本軍に引き渡された。そして将校だったジェンセンとバゲットは、シンガポール近くの捕虜収容所へと送られた。
その後、日本軍の捕虜となったバゲットは2年間以上の収容所生活を送ることになる。捕虜生活の中で、バゲットの体重は180ポンドから90ポンドまで減った。収容から数ヶ月後、バゲットは新たに送り込まれた捕虜の中にいた第311戦闘機群（311th Fighter Group）の司令官、ハリー・メルトン大佐（Harry Melton）と出会う。メルトンが日本人の大佐から聞いたところによれば、バゲットによって銃撃された戦闘機はそのまま墜落し、機外に投げ出されたパイロットの死体を調べると、頭部に1発の拳銃弾が残っていたという。メルトンは後に一部始終を正式な報告書としてまとめるつもりだったが、搭乗した捕虜輸送船が日本本土へ向かう途中で撃沈され、この際に死亡してしまった。
「ピストルによる戦闘機の撃墜」が事実だったかは定かではない。バゲット自身は撃墜したと信じていたものの、一方で間接的・状況的な証拠しか残されていないとして、このエピソードを自ら語ることは晩年まで避けていた。間接的な証拠としては、バゲットが脱出した時点で敵機を撃墜しうる友軍機が残っていなかった点、戦闘が4,000 - 5,000フィート程度の高度で行われており、パイロットが生きていれば失速やスピンから回復して墜落を避け得たはずと考えられる点などが指摘されている。一方、日本側の記録ではこの時の出撃における損失はなかったとされており、バゲットが銃撃した敵機もその後姿勢を回復して帰還したのではないかとも言われている。
30ヶ月の捕虜生活の末、バゲットとその他37人の捕虜はシンガポールに落下傘で降下した8人のOSSエージェントによって救出された。

### 戦後
戦後はミッチェル空軍基地に勤務し、主に「一日司令官体験」などの子供向け広報活動に参加した。大佐の階級で空軍を退役し、その後はリットン・インダストリーズにて軍需品取引関連の幹部を務めた。
2006年7月27日、85歳で死去した。